# Villa Zietz

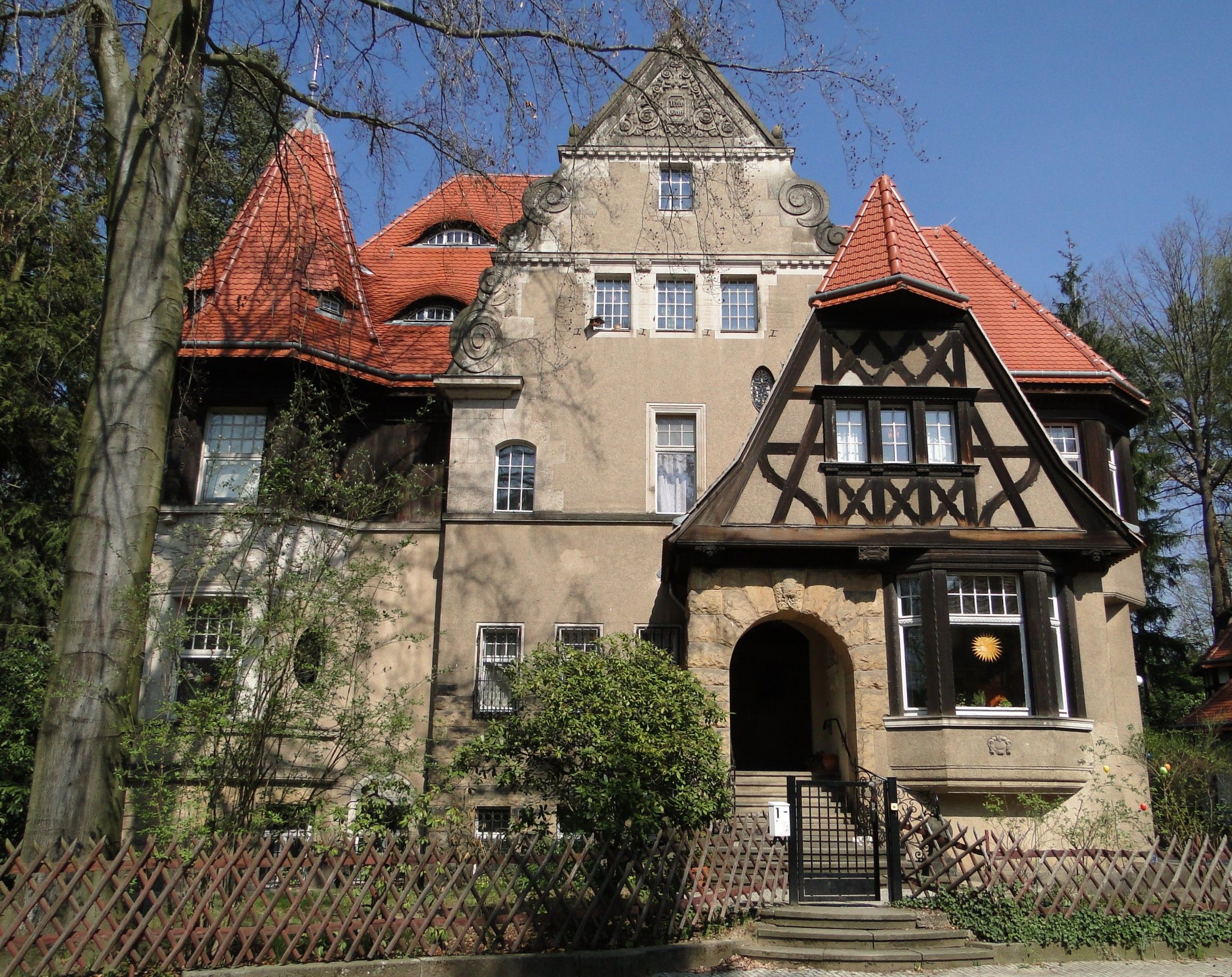
Villa Zietz 2010

Die Villa Zietz ist ein denkmalgeschütztes Gebäude, das sich Am Hochwald 1 im Dresdner Stadtteil Weißer Hirsch befindet. Sie gilt als „prachtvolle historistische Villa“.

## Geschichte
Die Villa Zietz wurde zwischen 1910 und 1912 von Max Herfurt für den Unternehmer Hugo Zietz – er hatte bis 1909 in Dresden die Tabakmoschee Yenidze erbauen lassen – als Sommerhaus errichtet. Sie liegt am Rand der Dresdner Heide. Herfurt schuf eine Reihe von Bauten auf dem Weißen Hirsch, wobei die Villa Zietz „in Hinsicht auf die Baustoffe und Proportionen ein gutes Beispiel für Herfurths Schaffen“ darstellt. Zietz’ Familie gehörte die Villa, die zunächst Villa Waldhaus hieß, bis 1945 und ging danach in den Besitz der sowjetischen Kommandantur über. Später wurde die Villa unter anderem als Kindergarten genutzt, heute wird sie wieder bewohnt.

## Baubeschreibung

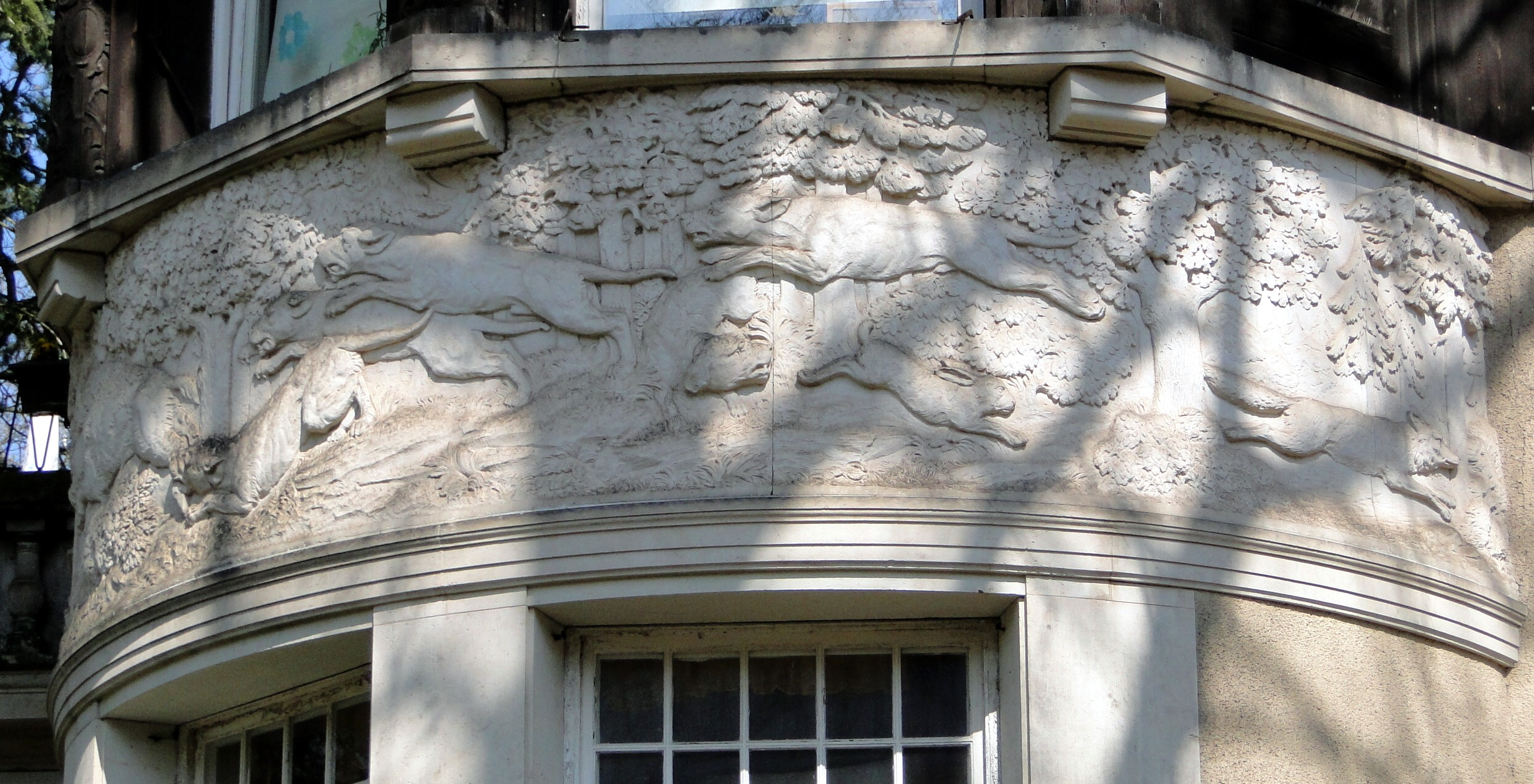
Jagdrelief an der Villa

Die Villa Zietz wurde als asymmetrischer Putzbau in einem historistischen Landhausstil errichtet. Sie „besticht durch eine reiche Formensprache“. Der zentrale Giebel ist im Stil der Neorenaissance ausgeführt und sparsam geschmückt. Die Villa besitzt ein polygonales Türmchen und  verschiedene Fensterformate und -formen, die für Herfurths Bauten typisch sind. Der Vorbau wird durch Fachwerk, ein holzgefasstes Erkerfenster und ein „rustiziertes Eingangstor“ betont, auch das Obergeschoss ist mit dunklem, massivem Holz verkleidet und verleiht dem Haus einen autochthonen Charakter. Gleichzeitig wirkt die Villa mit ihrem voluminösen und weit überlappenden Ziegeldach und ihrer asymmetrischen Gliederung verspielt und romantisch, aber auch herrschaftlich.
Typisch für die Dekorationen ist zum Beispiel das Relief eines Bienenkorbs über dem Eingang der Villa, der Zietz’ Fleiß symbolisieren soll. Die Brüstung des linken Eckerkers schmückt Putzstuck mit einer Jagdszene. Farbig gestaltete Bleiglasfenster im Treppenhaus der Villa zeigen den Weg zweier Tabak-Kisten von der Plantage bis ins Speicherhaus. Die Bemalung schuf Josef Goller. 
Neben der Villa befindet sich auf dem Grundstück auch ein Kutscherhäuschen.